# یولیوش ویژیکوفسکی
یولیوش ویژیکوفسکی (لهستانی: Juliusz Wyrzykowski؛ ‏ ۶ ژوئن ۱۹۴۶ – ۱۸ نوامبر ۲۰۰۲) بازیگر اهل لهستان بود. وی بین سال‌های ۱۹۵۷ تا ۲۰۰۲ میلادی فعالیت می‌کرد.
از فیلم‌ها یا مجموعه‌های تلویزیونی که وی در آن‌ها نقش داشته‌است، می‌توان به «شاه ماتسیوس» ورانندگان جایگزین اشاره نمود.